# الأونونداغا
الأونونداغا (الأونونداغيغا أو شعب التلال) هم أحد الشعوب الخمسة الأصلية التي تشكل اتحاد الإيروكواس (الهودنوسوني). ويقع موطنهم التقليدي في مقاطعة الأونونداغا، نيويورك والمنطقة المحيطة. ويعرفون باسم «جاناداج وينيوجيه» (Gana’dagwëni:io’geh) بين قبائل الإيروكواس الأخرى، ويسمح هذا الاسم للناس بمعرفة الفرق عند التحدث عن الأونونداغا في الدول الست وأونتاريو وبالقرب من سيراكيوز ونيويورك. ونظرًا لوقوعهم في منطقة مركزية، فقد كانوا يعتبرون «حماة النار» (Kayečisnakwe’nì•yu’ في توسكارورا) في البيت الطويل المجازي. وتقع أراضي قبيلة كايوجا وسينيكا في الجهة الغربية لأراضيهم، بينما تقع قبيلة الأونيدا والموهوك في الجهة الشرقية. ولهذا السبب، اجتمع اتحاد الإيروكواس تاريخيًا في عاصمة حكومة الإيروكواس بقرية الأونونداغا، مثلما يفعل الزعماء التقليديون بالفعل في الوقت الحاضر.

## معلومات تاريخية

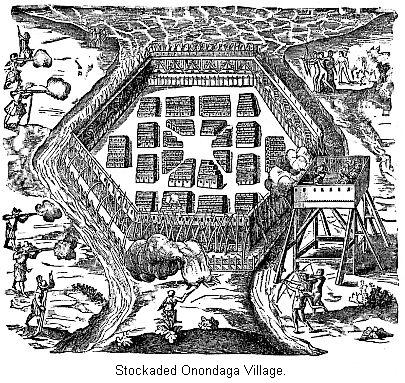
تخطيط رسمه سامويل دو شامبلين لهجومه على قرية أونونداغا.

ينبثق التاريخ المبكر لشعب الأونونداغا من محاولة تأريخ تقليد شفهي يرتبط بصانع السلام العظيم، الذي اقترب من الأونونداغا وغيرها من القبائل للعثور على الهودنوسوني. وجدير بالذكر أن تواريخ حياته ليست ثابتة، ولكن عندما جادل شعب السينيكا بشأن الانضمام إلى تسمية الهودنوسوني بناءً على تعليماته، فإن هناك تقليدًا يذكر حدوث كسوف الشمس. ومن المرجح أن الكسوف الذي شهده هذا الحدث وقع في عام 1142 ميلاديًا والذي حدث فعليًا في أرض السينيكا. ويظهر التأريخ بالكربون لمواقع محددة من مساكن الأونونداغا تواريخ تبدأ قريبة من ± 60 سنة من العمر الكربوني في عام 1200 ميلادي مع حدوث النمو لمئات السنين.
في حرب الاستقلال الأمريكية، اتخذ شعب الأونونداغا في البداية موقفًا محايدًا، بالرغم من مشاركة محاربين أفراد من الأونونداغا في هجوم واحد على الأقل على المستوطنات الأمريكية. وبعد وقوع هجوم أمريكي على قريتهم الرئيسية في 20 أبريل 1779، انضم شعب الأونونداغا بعد ذلك إلى صف أغلبية شعوب الاتحاد وحارب ضد المستعمرين الأمريكيين المتحالفين مع بريطانيا. وبعد ذلك، طارد العديد من الأونونداغيين جوزيف برانت إلى الدول الست وأونتاريو، بعدما حصلت الولايات المتحدة على الاستقلال.
في 11 نوفمبر 1794، وقّعت قبيلة أونونداغا، بالإضافة إلى غيرها من القبائل الهودنوسونية معاهدة كانانديجوا مع الولايات المتحدة، والتي اعترفت فيها الولايات المتحدة بحقهم في أرضهم في المادة الثانية من المعاهدة.
إن هؤلاء الأونونداغيين الذي ظلوا في نيويورك يعيشون في ظل حكومة الرؤساء التقليديين الذين يتم تعيينهم من قِبل أمهات العشائر، وليس بالانتخاب.
في 11 مارس 2005، رفعت قبيلة الأونونداغا في نيدرو، نيويورك دعوى أحقيتها في استرداد أرضها أمام المحكمة الفيدرالية، محاولة الحصول على اعتراف بالملكية لمساحة تزيد عن 3,000 ميل مربع (7,800 كـم2) من أراضي الأجداد الواقعة في وسط سيراكيوز، نيويورك. وتأمل القبيلة بذلك كسب تأثير أكبر على جهود الإصلاح البيئي في بحيرة أونونداغا ومواقع الامتيازي البيئي الأخرى حسب وكالة حماية البيئة الأمريكية في المنطقة محل الدعوى. وتواجه هذه القضية طلبًا بالشطب بناءً على السابقة القانونية المحددة في دعوى أرض شعب كايوجا  وغيرها من الدفوع.

## أشهر الأونونداغيون

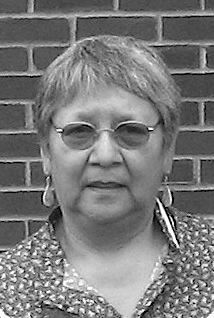
روز دكتور، عشيرة الذئب في قبيلة أونونداغا، إحدى أمهات القبيلة

- ليون شيناندوا (1915–1996)، تادوداهو
- أورين ليونز [يعيش في أونونداغا ويحمل لقب حارس الإيمان، ولكنه من سينيكا]
- سيدني هيل
- توم لونج بوت [الدول الست]
- كاناساتيغو وهياواثا وتاداداهو من اتحاد الإيروكواس
- تاداداهو

## الوقت الحاضر
- قبيلة أونونداغا في نيدرو، نيويورك خارج سيراكيوز
- أونونداغا من أوهسويغن وبيرفوت أونونداغا، كلاهما في الدول الست في النهر العظيم، أونتاريو، كندا

## هجاءات أخرى مستخدمة
- أونونداغا (Onöñda'gega) لغة أونونداغا
- أونونتاكيكا (Onontakeka) لغة أونونداغا
- أونونداغاونو (Onondagaono) لغة سينيكا

## وصلات خارجية
- Onondaga Nation web page